# Serica xichangensis
Serica xichangensis är en skalbaggsart som beskrevs av Ahrens 2005. Serica xichangensis ingår i släktet Serica och familjen Melolonthidae. Inga underarter finns listade i Catalogue of Life.